# Liste des attractions de type bouées
Pour un article plus général, voir Bouées (attraction).

## Amériques
| Nom                                                                  | Parc                             | Pays       | Année | Constructeur         |
| -------------------------------------------------------------------- | -------------------------------- | ---------- | ----- | -------------------- |
| Bigfoot Rapids                                                       | Knott's Berry Farm               | États-Unis | 1988  | Intamin              |
| Congo Rapids                                                         | Six Flags Great Adventure        | États-Unis | 1981  | Intamin              |
| Congo River Rapids                                                   | Busch Gardens Tampa              | États-Unis | 1982  | Intamin              |
| Disaster Canyon                                                      | Elitch Gardens                   | États-Unis | 1995  | Intamin              |
| Fury of The Nile                                                     | Worlds of Fun                    | États-Unis | 1984  | Intamin              |
| Grizzly River Run                                                    | Disney California Adventure      | États-Unis | 2001  | Intamin              |
| Grizzly Run                                                          | Six Flags Darien Lake            | États-Unis | 1989  | Intamin              |
| Grizzly Run                                                          | Geauga Lake                      | États-Unis | 1996  | Intamin              |
| Gully Washer                                                         | Six Flags Fiesta Texas           | États-Unis | 1992  | Intamin              |
| Kali River Rapids                                                    | Disney's Animal Kingdom          | États-Unis | 1999  | Intamin              |
| Madagascar Crazy River Adventure!                                    | Beto Carrero World               | Brésil     |       | Barr Engineering     |
| Penguin's Blizzard River                                             | Six Flags America                | États-Unis | 2003  | WhiteWater West (en) |
| Popeye and Bluto's Bilge-Rat Barges                                  | Universal's Islands of Adventure | États-Unis | 1999  | Barr Engineering     |
| Raging Rapids                                                        | Holiday World                    | États-Unis | 1990  | Hopkins Rides        |
| Raging Rapids                                                        | Kennywood                        | États-Unis | 1985  | Intamin              |
| Raging Rapids River Ride (anciennement The Penguin's Blizzard River) | Kentucky Kingdom                 | États-Unis | 1999  | Intamin              |
| Raging River                                                         | Adventureland                    | États-Unis | 1983  | Intamin              |
| Rapid River                                                          | Fantasilandia                    | Chili      | 2003  | entreprise locale    |
| Renegade Rapids                                                      | Frontier City                    | États-Unis | 1990  | Hopkins Rides        |
| Renegade Rapids                                                      | Six Flags America                | États-Unis | 1995  | Hopkins Rides        |
| Río Bravo                                                            | Hopi Hari                        | Brésil     | 1999  | Intamin              |
| Rio Loco                                                             | SeaWorld San Antonio             | États-Unis | 1995  | Hopkins Rides        |
| Río Salvaje                                                          | Six Flags México                 | Mexique    | 1992  | Intamin              |
| Roaring Rapids                                                       | Six Flags Great America          | États-Unis | 1984  | Intamin              |
| Roaring Rapids                                                       | Six Flags Magic Mountain         | États-Unis | 1981  | Intamin              |
| Roaring Rapids                                                       | Six Flags Over Texas             | États-Unis | 1983  | Hopkins Rides        |
| Roman Rapids                                                         | Busch Gardens Williamsburg       | États-Unis | 1988  | Intamin              |
| Saw Mill Splash                                                      | Adventureland                    | États-Unis | 2002  | WhiteWater West (en) |
| Splash Water Falls                                                   | Six Flags New England            | États-Unis | 2006  | WhiteWater West (en) |
| Thunder Canyon                                                       | Cedar Point                      | États-Unis | 1986  | Intamin              |
| Thunder Rapids Raft Ride                                             | Lake Compounce                   | États-Unis | 1997  | Hopkins Rides        |
| Thunder River                                                        | Six Flags Astroworld             | États-Unis | 1980  | Intamin              |
| Thunder River                                                        | Six Flags Over Georgia           | États-Unis | 1982  | Intamin              |
| Thunder River                                                        | Six Flags St. Louis              | États-Unis | 1983  | Intamin              |
| White Water Canyon                                                   | Canada's Wonderland              | Canada     | 1984  | Intamin              |
| White Water Safari                                                   | Six Flags Discovery Kingdom      | États-Unis | 1998  | Intamin              |
| Infinity Falls                                                       | Sea World Orlando                | États-Unis | 2018  | Intamin              |

voir aussi : Western River Expedition

## Europe
| Nom                                                                                           | Parc                              | Pays        | Année | Constructeur                    | Type          |
| --------------------------------------------------------------------------------------------- | --------------------------------- | ----------- | ----- | ------------------------------- | ------------- |
| ACME Factory                                                                                  | Parque Warner Madrid              | Espagne     | 2002  | Intamin                         | Rapids Ride   |
| Alpin Rafting                                                                                 | Ravensburger Spieleland           | Allemagne   | 2006  | Intamin                         | Rapids Ride   |
| Baever Rafting                                                                                | BonbonLand                        | Danemark    | 1998  | Intamin                         | Rapids Ride   |
| Bengal Rapid River                                                                            | Bellewaerde                       | Belgique    | 1988  | Vekoma / Space leisure          | Rapids Ride   |
| Colorad'Eau                                                                                   | Parc du Bocasse                   | France      | 2003  | Reverchon Industries            | Spinning Raft |
| Congo River Rapids                                                                            | Alton Towers                      | Royaume-Uni | 1986  | Intamin                         | Rapids Ride   |
| Crazy River                                                                                   | Dennlys Parc                      | France      | 2005  | Soquet                          | Spinning Raft |
| Crocodile Rapids                                                                              | Etnaland                          | Italie      | 2005  | Hafema                          | Rapids Ride   |
| Dino'Raft (anciennement Odisséa, puis Rafting)                                                | Walygator Parc                    | France      | 1989  | Alsthom et Soquet               | Rapids Ride   |
| Djengu River                                                                                  | Toverland                         | Pays-Bas    | 2013  | Hafema                          | Rapids Ride   |
| Dino Splash anciennement Donnerfluss                                                          | Holiday Park                      | Allemagne   | 1984  | Intamin                         | Rapids Ride   |
| Drakkar                                                                                       | MagicLand                         | Italie      | 2011  | Intamin                         | Rapids Ride   |
| El Rio                                                                                        | Bobbejaanland                     | Belgique    | 2001  | Hafema                          | Rapids Ride   |
| El Rio Grande                                                                                 | Walibi Holland                    | Pays-Bas    | 1994  | Vekoma                          | Rapids Ride   |
| Escape River - Rapid Ride                                                                     | Vialand                           | Turquie     | 2013  | Intamin                         | Rapids Ride   |
| Fårup Rafting                                                                                 | Fårup Sommerland                  | Danemark    | 1998  | Swiss Rides                     | Rapids Ride   |
| Fjord Rafting                                                                                 | Europa-Park                       | Allemagne   | 1991  | Intamin                         | Rapids Ride   |
| Fluch des Teutates                                                                            | Freizeitpark Plohn                | Allemagne   | 2013  | ABC Engineering                 | Spinning Raft |
| Grand Canyon Rapids                                                                           | PortAventura Park                 | Espagne     | 1995  | Intamin                         | Rapids Ride   |
| Hidrolift                                                                                     | Parque Aventura d'Or              | Espagne     | 2008  | Zamperla                        | Spinning Raft |
| Hunderfossen Rafting                                                                          | Hunderfossen Familienpark         | Norvège     | 2000  | Swiss Rides                     | Rapids Ride   |
| Hurjakuru                                                                                     | Linnanmäki                        | Finlande    | 1998  | Intamin                         | Rapids Ride   |
| Jungle Rapids                                                                                 | Gardaland                         | Italie      | 1998  | Intamin                         | Rapids Ride   |
| Kållerado                                                                                     | Liseberg                          | Suède       | 1997  | Intamin                         | Rapids Ride   |
| Kaskade                                                                                       | Festyland                         | France      | 2015  | Zamperla                        | Spinning Raft |
| Koskiseikkailu                                                                                | Särkänniemi                       | Finlande    | 2000  | Intamin                         | Rapids Ride   |
| Mangiabiglie                                                                                  | Miragica                          | Italie      | 2009  | Zamperla                        | Spinning Raft |
| Mountain Rafting                                                                              | Heide Park                        | Allemagne   | 1992  | Intamin                         | Rapids Ride   |
| Excalibur-Secrets Of The Dark Forest (anciennement Unendliche Geschichte, puis Mystery River) | Movie Park Germany                | Allemagne   | 1996  | Intamin                         | Rapids Ride   |
| Niagara                                                                                       | La Récré des 3 Curés              | France      | 2009  | Van Egdom                       | Spinning Raft |
| North Pole 1                                                                                  | Terra Park                        | Roumanie    | 2012  | ABC Engineering                 | Spinning Raft |
| L'Oxygénarium                                                                                 | Parc Astérix                      | France      | 1999  | WhiteWater West (en)            | Spinning Raft |
| La Descente du Colorado                                                                       | Le Pal                            | France      | 1988  | Soquet                          | Rapids Ride   |
| Le Raft                                                                                       | Parc Bagatelle                    | France      | 2001  | Hafema                          | Rapids Ride   |
| Le Rafting                                                                                    | Didi'Land                         | France      | 2009  | Soquet                          | Spinning Raft |
| Lost World                                                                                    | Erse-Park                         | Allemagne   | 2004  | ABC Engineering                 | Spinning Raft |
| Piraña                                                                                        | Efteling                          | Pays-Bas    | 1983  | Intamin                         | Rapids Ride   |
| Radja River                                                                                   | Walygator Sud-Ouest               | France      | 1992  | Intamin                         | Rapids Ride   |
| Radja River                                                                                   | Walibi Belgium                    | Belgique    | 1988  | Intamin                         | Rapids Ride   |
| Gold River anciennement Radja River                                                           | Walibi Rhône-Alpes                | France      | 1989  | Intamin, puis révisé par Soquet | Rapids Ride   |
| Le Raft                                                                                       | Parc Bagatelle                    | France      | 2001  | Hafema                          | Rapids Ride   |
| Rafting Africano                                                                              | Badoca Safari Park                | Portugal    | 2008  | Hafema                          | Rapids Ride   |
| Rafting-Bahn                                                                                  | Rasti-Land                        | Allemagne   | 2002  | Hafema                          | Rapids Ride   |
| Rapid River                                                                                   | Zoosafari Fasanolandia            | Italie      | 2008  | Fabbri Group                    | Spinning Raft |
| Rapid River                                                                                   | Zoomarine                         | Portugal    | 2008  | L&T Systems                     | Rapids Ride   |
| Rapide di Leonardo                                                                            | Leolandia                         | Italie      | 2009  | Zamperla                        | Spinning Raft |
| Rapidos de Argos                                                                              | Terra Mítica                      | Espagne     | 2000  | Intamin                         | Rapids Ride   |
| Rapidos de Europa                                                                             | Parque de Atracciones de Madrid   | Espagne     | 1996  | Hopkins Rides                   | Rapids Ride   |
| Rápidos del Orinoco                                                                           | Isla Mágica                       | Espagne     | 1997  | Intamin                         | Rapids Ride   |
| Rio Bravo                                                                                     | Fabrikus World                    | France      | 1999  | Interlink                       | Rapids Ride   |
| Rio Bravo                                                                                     | Mirabilandia                      | Italie      | 1992  | Intamin                         | Rapids Ride   |
| Rio Dorado                                                                                    | Hansa-Park                        | Allemagne   | 2000  | WhiteWater West (en)            | Spinning Raft |
| Rio Grande                                                                                    | Fort Fun Abenteuerland            | Allemagne   | 1995  | Swiss Rides                     | Rapids Ride   |
| Rio Grande Rafting                                                                            | Djurs Sommerland                  | Danemark    | 1997  | Interlink                       | Rapids Ride   |
| Rio Navajo                                                                                    | Parque de Atracciones de Zaragoza | Espagne     | 2003  | Intamin                         | Rapids Ride   |
| River Quest                                                                                   | Phantasialand                     | Allemagne   | 2002  | Hafema                          | Rapids Ride   |
| River Splash                                                                                  | Steinwasen Park                   | Allemagne   | 2007  | ABC Engineering                 | Spinning Raft |
| Rivière Sauvage                                                                               | La Mer de sable                   | France      | 1988  | Soquet[réf. nécessaire]         | Rapids Ride   |
| Rocky Mountain Rapids                                                                         | American Adventure Theme Park     | Royaume-Uni | 1989  | Interlink                       | Rapids Ride   |
| Romus et Rapidus (anciennement La Descente du Styx)                                           | Parc Astérix                      | France      | 1989  | Intamin                         | Rapids Ride   |
| Rumba Rapids (anciennement Thunder River)                                                     | Thorpe Park                       | Royaume-Uni | 1987  | Intamin                         | Rapids Ride   |
| Sky Rafting                                                                                   | Skyline Park                      | Allemagne   | 2010  | ABC Engineering                 | Spinning Raft |
| Splash Canyon                                                                                 | Drayton Manor                     | Royaume-Uni | 1993  | Intamin                         | Rapids Ride   |
| Storm Surge                                                                                   | Thorpe Park                       | Royaume-Uni | 2011  | WhiteWater West (en)            | Spinning Raft |
| Sungai Kalimantan                                                                             | Avonturenpark Hellendoorn         | Pays-Bas    | 1997  | Swiss Rides                     | Rapids Ride   |
| Vikings' River Splash                                                                         | Legoland Windsor                  | Royaume-Uni | 2007  | ABC Engineering                 | Rapids Ride   |
| Vikings' River Splash                                                                         | Legoland Billund                  | Danemark    | 2006  | Intamin                         | Rapids Ride   |
| Waschzuber Rafting                                                                            | Erlebnispark Tripsdrill           | Allemagne   | 1996  | Hafema                          | Rapids Ride   |
| Wild Raft                                                                                     | Familienland Pillersee            | Autriche    | 2007  | Reverchon Industries            | Spinning Raft |
| Wild River Rafting                                                                            | West Midland Safari Park          | Royaume-Uni | 2005  | Fabbri Group                    | Spinning Raft |
| Wild River Rapids                                                                             | Lightwater Valley                 | Royaume-Uni | 2009  | Reverchon Industries            | Spinning Raft |
| Wildalpenbahn                                                                                 | Prater de Vienne                  | Autriche    | 2007  | ABC Engineering                 | Spinning Raft |
| Wildwasser Rafting                                                                            | Bayern Park                       | Allemagne   | 2007  | ABC Engineering                 | Spinning Raft |